# フォントネー＝ル＝コント
フォントネー＝ル＝コント （Fontenay-le-Comte）は、フランス、ペイ・ド・ラ・ロワール地域圏、ヴァンデ県のコミューン。低ポワトゥー地方のかつての中心地である。

## 地理
南ヴァンデ平野に位置し、セーヴル・ニオールテーズ川の支流ヴァンデ川に接する。

## 歴史
先史時代よりフォントネー＝ル＝コントには定住地があった。まちの重要な存在であった泉（fontaine）がその語源である。ガロ＝ローマ時代は、このまちを含むヴァンデ全体がポワトゥーに属していた。
中世の間、戦闘拠点として昇格したまちの城の防衛は、歴代のポワティエ伯によって強化されていた。その後城はモレオン家とリュジニャン家が継承した。
アルフォンス・ド・ポワティエ（聖王ルイの弟）支配下の1242年、フォントネー＝ル＝コントは低ポワトゥーの中心地となった。布地や革製品産業を通じて中世以降まちは経済発展を遂げた。1361年、フォントネー＝ル＝コントはイングランド軍に占領され、11年後にベルトラン・デュ・ゲクランのフランス軍によって奪還された。まちは百年戦争でひどく揺れ動いた。その後、フォントネーは王室の保護下に入った。1472年3月に公布された特許状によって、ルイ11世は住民の権利を確認した。ルネサンス時代、あらゆる国から商人たちが訪れたという毎年開催される王公認の市によって、まちの評判は高まった。フランソワ1世はフォントネー＝ル＝コントにFontaine et source jaillissante des Beaux Esprits（美しい精神が湧き出る噴水と水源）というモットーを与えている。ルネサンス時代のフォントネーは黄金時代であり、優れた建物がまちに建てられた。テール＝ヌーヴ城、邸宅、コミューン紋章の意匠になっているカトル・ティアの泉である。
フォントネー＝ル＝コントはユグノーのまちであり、ユグノー戦争中には8度の包囲戦が行われた。1621年にフォントネーの城は廃止された。17世紀、ナントの勅令の廃止によってユグノーのまちの産業は打撃を受け、経済の衰退が加速化した。
18世紀中に旧市街は再開発され、大きな通りが設置され、ヴァンデ運河が張り巡らされた。
フランス革命はまちの転換点だった。1790年、低ポワトゥーはヴァンデ県創設とともに消滅し、フォントネーは小郡庁所在地となった。1793年、旧体制の痕跡を全て消し去ろうとする国民公会は、まちの名をフォントネー＝ル＝ププル（Fontenay-le-Peuple）と改名させた。同じ年、ヴァンデ住民は共和国政府に対して蜂起した。共和国寄りで県の小郡庁所在地であるフォントネー＝ル＝ププルは攻撃の標的となった。1793年5月25日にフォントネーは占領され、3日後に打ち捨てられた。フォントネーはヴァンデの講和の間にも共和国支持であった。
1804年、フォントネーがあまりにエキセントリックでありヴァンデ住民を刺激しないためにナポレオンは県都をフォントネーからナポレオン＝ヴァンデ（現在のラ・ロッシュ＝シュル＝ヨン）へ移した。フォントネーは再びフォントネー＝ル＝コントへ戻された。1812年、フォントネーはモンテギュの代わりにヴァンデ県の副県都となった。19世紀半ばから経済が復興した。20世紀初頭に鉄道がまちに到来し、ラ・ロッシュ＝シュル＝ヨン、ニオール、ブレシュイール、ラ・ロシェルとつながった。しかし鉄道関連の開発はほとんど効果がなく、すぐに廃止されている。

## 人口統計
| 1962年 | 1968年 | 1975年 | 1982年 | 1990年 | 1999年 | 2006年 | 2008年 |
| ------ | ------ | ------ | ------ | ------ | ------ | ------ | ------ |
| 10109  | 12199  | 15275  | 15295  | 14456  | 13783  | 14354  | 14341  |

参照元:1968年以降Insee 

## 出身者
- マチュラン・ジャック・ブリソン - 鳥類学者

## 姉妹都市
- クロトシン、ポーランド
- パラタイン、アメリカ合衆国
- ディオシグ、ルーマニア
- ガウア、ブルキナファソ
- クレビリェンテ、スペイン